# حاج عبدال
حاج عبدال یکی از روستاهای استان آذربایجان شرقی است که در دهستان مهران رود بخش باسمنج شهرستان تبریز واقع شده‌است.

## گردشگری
روستای حاج عبدال دارای جاذبه هایی مثل تخته سنگ های چند صد ساله مشهور و سنگ پنج انگشت و یک سنگ تاریخی بزرگ به نام سنگ فاطمه است و دارای زمین های کشاورزی متعدد است که هرساله از اکثر نقاط شهر برای دیدن این جاذبه ها و تفریح به روستا سفر میکنند

## هیئت
حاج عبدال دارای یک هیئت عزاداری به نام زنجیر زنان باب الحوائج میباشد که محل مراسمات این هیئت در خیابان منتظران و مسجد روستا میباشد

## موقعیت جغرافیایی
روستای حاج عبدال یکی از ۲۳ روستای مسکون دهستان مهران رود بخش باسمنج شهرستان تبریز می‌باشد که دارای وضع طبیعی کوهستانی است. این روستا از نظر موقعیت استقرار در ۱٫۵ کیلومتری باسمنج قرار گرفته و با روستای دیزج لیلی خانی از شرق، روستای هروی از جنوب، شهر باسمنج از شمال هم‌مرز می‌باشد. این روستا در جوار راه روستایی باسمنج- هوری – بیرق – سفید خوان واقع شده و از طریق راه آسفالته با باسمنج و روستاهای مذکور در ارتباط است.
در شرق روستای حاج عبدال رودخانه توله سرچای قرار داردو از غرب توسط کوه احاطه شده‌است.

## آموزش
روستای حاج عبدال دارای یک واحد آموزشی ابتدایی و راهنمایی در ضلع شمال غربی روستا است که تعداد ۹۰ نفر از افراد لازم التعلیم در آن مشغول تحصیل می‌باشند این تعداد شامل ۴۰ نفر دانش آموز پسر و ۵۰ نفر دانش آموز دختر می‌باشد. به دلیل نبود مکان تحصیل در مقطع دبیرستان و عدم فراهم شدن زمینه‌های تحصیل در این مقطع، تعدادی دانش آموز به تبریز مراجعه می‌نمایند